# Espostoa lanata
Espostoa lanata ist eine Pflanzenart in der Gattung Espostoa aus der Familie der Kakteengewächse (Cactaceae). Das Artepitheton lanata bedeutet ‚wollig, bewollt‘.

## Beschreibung
Espostoa lanata wächst baumförmig mit in den oberen Teilen verzweigten Trieben und erreicht Wuchshöhen von 1,5 bis 7 Metern. Es wird ein Stamm von bis zu 1 Meter Höhe und 20 Zentimeter Durchmesser ausgebildet. Die ausgebreiteten oder aufsteigenden Triebe werden mehrere Meter lang und weisen Durchmesser von 6 bis 10 Zentimeter auf. Es sind 18 bis 25 gerundete Rippen vorhanden, die 5 bis 8 Millimeter hoch sind und durch gerade Furchen voneinander getrennt sind. Die darauf befindlichen elliptischen, 7 bis 10 Millimeter voneinander entfernten Areolen sind trotz der zahlreichen Haare und Dornen erkennbar. Der einzelne Mitteldorn, der auch fehlen kann, ist 2 bis 5 Zentimeter lang. Die 30 bis 40 ausgebreiteten, rötlichen oder gelblich braunen Randdornen vergrauen im Alter und weisen eine Länge von 3 bis 8 Millimeter auf. Das vier bis fünf Rippen umfassende Cephalium ist bis zu 1 Meter lang und besteht aus hellbrauner bis grauer, bis zu 3 Zentimeter langer Wolle.
Die trichterförmigen purpur- bis hellpurpurfarbenen Blüten sind 4,5 bis 5,5 Zentimeter lang und erreichen einen Durchmesser von 3 bis 3,5 Zentimeter. Die kreiselförmigen, mehr oder weniger purpurroten Früchte besitzen eine Länge von bis zu 2,5 Zentimeter und einen ebensolchen Durchmesser.

## Verbreitung, Systematik und Gefährdung
Espostoa lanata ist in Ecuador in der Provinz Loja sowie in Peru in den Regionen Piura, Amazonas, Cajamarca und Lambayeque in Höhenlagen von 500 bis 2000 Metern verbreitet.
Die Erstbeschreibung als Cactus lanatus erfolgte 1823 durch Karl Sigismund Kunth. Nathaniel Lord Britton und Joseph Nelson Rose stellten die Art 1920 in die Gattung Espostoa. Weitere nomenklatorische Synonyme sind Cereus lanatus (Kunth) DC. (1828), Pilocereus lanatus (Kunth) F.A.C.Weber (1898), Cleistocactus lanatus (Kunth) F.A.C.Weber (1904) und Oreocereus lanatus (Kunth) Britton & Rose (1916).
In der Roten Liste gefährdeter Arten der IUCN wird die Art als „Least Concern (LC)“, d. h. als nicht gefährdet geführt.

## Nutzung
Aus dem Cephalium gewonnene Wollhaare wurden in Peru früher als Füllung für Kissen verwendet.

## Nachweise